# Hoop op Welvaart
Le Hoop op Welvaart est un tjalk d'origine hollandaise  construit en 1883 à Lekkerkerk. il est désormais ancré au Museumshafen Oevelgönne de Hambourg. Il est classé monument historique de Hambourg (Denkmal).

## Historique
C'est un petit navire à voile et moteur, muni de deux ailes de dérive, servant au transport de fret en Hollande méridionale et jusqu'en 1943, qui effectuait principalement des services de ravitaillement dans la région de Rotterdam .

### Préservation
Après la découverte de la coque complètement délabrée en 1977 dans le port de Hambourg, le Tjalk a été reconstruit en 1978/79 et de 1991 à 1994 à Hambourg et est désormais amarré en permanence dans le port musée Oevelgönne comme navire musée  à Hambourg.